# Jean Bérard (historien français)
Pour les articles homonymes, voir Jean Bérard (homonymie).
Jean Bérard est un historien et universitaire français spécialiste des mouvements sociaux, de la socio-histoire des normes politiques et pénales et de l'histoire environnementale. Il est depuis 2017 maître de conférences en histoire contemporaine à l'École normale supérieure Paris-Saclay.
Jean Bérard est un chercheur de référence sur la socio-histoire des normes juridiques, sur la question des institutions pénales et particulièrement des prisons à l'époque contemporaine (questions qu'il a approfondies lors de ses recherches à l'Université de Montréal), ainsi que sur la question des mouvements politiques des lutte des années 1968.

## Biographie
Après une classe préparatoire littéraire, Jean Bérard intègre l'École normale supérieure de Lyon en 2000. En parallèle de ses études d'histoire à l'ENS, Jean Bérard obtient une licence puis une maîtrise en philosophie à l'Université Lyon-III. Après avoir été reçu à l'agrégation d'histoire, il soutient en 2010 sa thèse intitulée Les métamorphoses de la question pénale : les mouvements sociaux et la justice (1968-1983), sous la direction de Danielle Tartakowsky (Paris 8).
Après avoir enseigné trois ans à l'École de criminologie de l'Université de Montréal (2014-2017), il est nommé maître de conférences à l'École normale supérieure Paris-Saclay en histoire contemporaine au sein de l'Institut des sciences du politique, laboratoire de recherche en sciences sociales de l'Université Paris-Saclay et de l'Université Paris-Nanterre.
Jean Bérard est également contributeur pour la revue La Vie des Idées, magazine en ligne hébergé par le Collège de France et pour la revue Vacarme. En 2008, il est membre de l'Observatoire international des prisons.
Jean Bérard est habilité à diriger des recherches le 24 juin 2025, soutenant un volume inédit intitulé Les replis de la nature. Naissance du droit de l’environnement dans la France des années 1968.

## Publications

### Ouvrages
- Jean Bérard, Gilles Chantraine, 80 000 détenus en 2017 ? Réforme et dérive de l’institution pénitentiaire, Éditions Amsterdam, 2008, 171 p.[4],[7]
- Jean Bérard, La justice en procès, les mouvements de contestation et le système pénal (1968-1983), Paris, Presses de Sciences Po, 2013, 296 p.[8],[9]
- Jean Bérard, Gilles Chantraine, Bastille Nation: French Penal Politics and the Punitive Turn, Ottawa, Red Quill Books, 2013, 204 p.
- Jean Bérard, Jean-Marie Delarue, Prisons, quel avenir ?, Paris, Presses universitaires de France, 2016, 109 p.[10]